# Олександр (Нестерчук)
Архієпи́скоп Олександр (Василь Костянтинович Нестерчук; 11 листопада 1950, Іллімка, Овруцький район, Житомирська область)  — єпископ Української православної церкви (Московського патріархату), архієпископ Городницький, вікарій Київської митрополії.

## Життєпис
1968  — прийнятий послушником до Одеського Свято-Успенського монастиря. 
1971  — 1975  — навчався в Одеській духовній семінарії, яку за кінчив за першим розрядом. 
27 вересня 1973  — рукопокладений в диякони. 
1 вересня 1974  — рукопокладений в сан священника і направлений в місто Комсомольськ Донецької області для служіння в Свято-Михайлівському храмі. 
1975  — призначений настоятелем Свято-Вознесенського храму міста Докучаєвськ Донецької області.
1976  — пострижений в ченці. 
9 січня 1979  — направлений в Свято-Георгіївський храм селища городского типа Городниця Новоград-Волинського району Житомирської області. 
1981  — став ігуменом. 
1986  — став архімандритом. 
11 листопада 2008  — обраний єпископом Городницьким, вікарієм Київської митрополії. 
15 листопада 2008  — наречення в єпископа. 
16 листопада 2008  — хіротонія. 
24 березня 2012  — возведений в сан архієпископа.
31 жовтня 2024 в числі 16 (із 52) правлячих і 15 (із 58) вікарних архієреїв УПЦ МП підписав заяву, в якій засудив анексію Російською Православною церквою Донецької єпархії, зняття її керівника митрополита Іларіона і заміни на росіянина, уродженця Рязанської області Росії, архієрея з Далекого Сходу.

## Ланки
- ОЛЕКСАНДР, єпископ Городницький
- Александр, архиепископ Городницкий, викарий Киевской епархии (Нестерчук Василий Константинович) [Архівовано 16 жовтня 2014 у Wayback Machine.] // Патриархия.Ru (рос.)
- (рос.) Александр (Нестерчук) [Архівовано 29 листопада 2014 у Wayback Machine.] // Открытая православная энциклопедия «Древо»]
- (рос.)Городницкий Свято-Георгиевский монастырь [Архівовано 2 грудня 2020 у Wayback Machine.]